# Cecil Hotel (Los Angeles)
Le Cecil Hotel (dont certains étages ont été renommés Stay on Main en 2013) était un hôtel américain, situé dans le quartier de Downtown Los Angeles en Californie, et ayant fermé ses portes en 2017.

## Histoire
Le Cecil Hotel est construit en 1924 par trois hôteliers -William Banks Hanner, Charles L. Dix and Robert H. Schops-, l'hôtel est conçu principalement pour accueillir des résidents en voyage d’affaires et des touristes. L’intérieur du bâtiment a été dessiné par Loy Lester Smith dans un style « Beaux Arts », puis réalisé par W. W. Paden. Le lobby en marbre, les vitraux des fenêtres, les palmiers en pot et les statues en albâtre ont couté 1,5 million de dollars. Les trois hôteliers ont investi environ 2,5 millions de dollars dans cette entreprise, tout en sachant que des hôtels similaires s’étaient installés aux alentours, mais en l’espace de cinq ans, les États-Unis tombèrent dans la Grande Dépression. Bien que l'hôtel ait prospéré en tant que destination à la mode tout au long des années 1940, les décennies suivantes ont vu l'hôtel décliner. En effet, la zone voisine connue sous le nom de Skid Row est devenue de plus en plus peuplée de migrants et pas moins de 10’000 sans-abri vivaient dans un rayon de 6 km. Dans les années 1950, il accueille principalement des clients de passage.
Une partie de l’hôtel fut réaménagée en 2007 à la suite du changement de propriétaires.
En 2011, il est renommé Stay on Main. Le fonctionnement de l’hôtel est séparé en deux parties distinctes. Certains étages étant réservés aux occupants, les autres dédiés aux clients du Stay on Main.
En 2014, l’hôtel est racheté par Richard Born, un hôtelier new-yorkais, pour 30 millions de dollars, après quoi une autre société basée à New York, Simon Baron Development, récupéra un bail de 99 ans sur la propriété. En 2016, Matt Baron, président de Simon Baron, a déclaré qu'il s'était engagé à préserver les éléments architecturaux ou historiques importants du bâtiment, tels que le grand hall de l’hôtel. Son entreprise prévoyait de réaménager complètement l'intérieur et de rendre le tout plus homogène, contrairement aux travaux fait au cours des dernières années.
L'hôtel ferme ses portes en 2017 pour rénovation mais celle-ci est interrompue par la pandémie de COVID-19.
Le 13 décembre 2021, la presse annonce la future réouverture du Cecil Hotel comme résidence proposant des appartements à loyers modérés pour une population à faibles revenus.

## Faits divers
L'hôtel est connu pour être  particulièrement sulfureux. En effet, il a été le théâtre de suicides et d'affaires criminelles dont trois meurtres. Il fut notamment la résidence des tueurs en séries Richard Ramirez en 1985 et Jack Unterweger en 1991. La rumeur court qu'il est l'un des derniers endroits où Elizabeth Short ait été vue vivante avant que son corps mutilé ne soit retrouvé dans un terrain vague de Los Angeles le 15 janvier 1947.
En février 2013, le corps nu d'Elisa Lam, étudiante canadienne âgée de 21 ans, est retrouvé dans l'un des réservoirs d'eau situé sur le toit de l'hôtel. Lam avait disparu le 31 janvier, son corps en décomposition fut retrouvé 19 jours plus tard par un homme d'entretien, intervenu sur le réservoir à la suite des plaintes de clients se plaignant de la faible pression d'eau et du "drôle de goût", de celle-ci. Plus tard les autorités déclareront que Lam était morte à la suite d'une noyade accidentelle. La vidéo de surveillance prise à l'intérieur d'un ascenseur de l’hôtel montre Lam agir étrangement, appuyant sur plusieurs boutons de l'ascenseur, se prostrant dans un coin de celui-ci, et agitant fortement ses bras, ce qui provoqua beaucoup de spéculation autour de sa mort. Après que la vidéo de l’ascenseur fut rendue publique, certaines personnes commencent à croire à des phénomènes paranormaux, allant même jusqu'à dire qu'elle était possédée. Toutefois, elle avait été diagnostiquée auparavant comme souffrant de troubles bipolaires ainsi que de schizophrénie.
Des activités paranormales y sont souvent relatées encore aujourd'hui[réf. nécessaire]. En 2015, la saison 5 d'American Horror Story s'inspire de cet hôtel.
En 2020, un documentaire réalisé par Joe Berlinger Scène de Crime : La Disparue du Cecil Hotel relate l'histoire de l'hôtel et la disparition d'Elisa Lam.
En 2022, Jean Guidoni interprète "Cecil Hotel" dans son album "Avec des si" sorti le 25 mars 2022"
Également en 2022, Sonya Lwu, Youtubeuse et psychocriminologue  publie un livre, « La malédiction du Cecil Hotel » aux éditions Robert Laffont, après avoir sorti un jeu sur des enquêtes criminelles en 2021.